# Maurício Kozlinski
Maurício Kozlinski (* 18. Juni 1991 in Antônio Olinto) ist ein brasilianischer Fußballtorwart.

## Karriere
Kozlinski begann seine Laufbahn 2011 beim Veranópolis ECRC, einem Klub aus der Série D. Er wechselte mehrmals den Klub, bis er Anfang 2016 zum Série B Klub Avaí FC kam. Für den Klub trat er in der Saison zweimal an. Nach dem Aufstieg in die Série A kam er dort erstmals am 14. Mai 2017 im Spiel gegen den EC Vitória zum Einsatz. Zur Saison 2019 wechselte Kozlinski zum Atlético Goianiense.
Zur Saison 2022 wechselte Kozlinski zum Guarani FC. Der Vertrag erhielt eine Laufzeit bis Ende 2023. Er verließ den Klub aber bereits im März des Jahres und ging zum Fortaleza EC. In dem Jahr kam er noch zu einem Einsatz im Copa do Brasil 2023 sowie einem in der Série A 2023. Im Folgejahr saß er in allen Spielen nur auf der Reservebank. In das Jahr 2025 startete Kozlinski beim Vila Nova FC.

## Erfolge
Atlético Goianiense
- Staatsmeisterschaft von Goiás: 2019, 2020

Fortaleza
- Staatsmeisterschaft von Ceará: 2024
- Copa do Nordeste: 2024